# Michael Appleton
Michael Antony Appleton (Salford, 4 dicembre 1975) è un allenatore di calcio ed ex calciatore inglese, di ruolo centrocampista, tecnico dello Shrewsbury Town.

## Carriera
Come giocatore, è stato un centrocampista che ha giocato dal 1994 al 2003, la sua carriera è stata stroncata da un grave infortunio al ginocchio. Ha giocato come professionista per Manchester United, Lincoln City, Grimsby Town e Preston North End. È stato l'assistente dell'allenatore a West Bromwich Albion, una delle squadre per cui aveva giocato.
Il 10 novembre 2011 Appleton è stato nominato responsabile del Portsmouth, e poco più di un anno più tardi è diventato tecnico del Blackpool. Dopo poco più di due mesi come manager del Blackpool, ha lasciato i Seasiders per diventare manager del Blackburn Rovers l'11 gennaio 2013. 67 giorni dopo, il 19 marzo, è stato esonerato. Nel luglio 2014 è stato nominato Head Coach all'Oxford United e nella sua seconda stagione in carica ha portato il club alla promozione nella League One.
Il 20 giugno 2017 Appleton è stato confermato come nuovo assistente dell'allenatore Craig Shakespeare in Premier League al Leicester City, firmando un contratto di tre anni. Dopo il licenziamento di Shakespeare il 17 ottobre 2017, Appleton ha assunto la carica di allenatore ad interim della squadra.

## Statistiche

### Statistiche da allenatore
Aggiornato all'1 luglio 2022.
| Stagione             | Squadra              | Campionato           | Campionato | Campionato | Campionato | Campionato | Coppe nazionali | Coppe nazionali | Coppe nazionali | Coppe nazionali | Coppe nazionali | Coppe continentali | Coppe continentali | Coppe continentali | Coppe continentali | Coppe continentali | Altre coppe | Altre coppe | Altre coppe | Altre coppe | Altre coppe | Totale | Totale | Totale | Totale | % Vittorie | Piazzamento      |
| Stagione             | Squadra              | Comp                 | G          | V          | N          | P          | Comp            | G               | V               | N               | P               | Comp               | G                  | V                  | N                  | P                  | Comp        | G           | V           | N           | P           | G      | V      | N      | P      | % Vittorie | Piazzamento      |
| -------------------- | -------------------- | -------------------- | ---------- | ---------- | ---------- | ---------- | --------------- | --------------- | --------------- | --------------- | --------------- | ------------------ | ------------------ | ------------------ | ------------------ | ------------------ | ----------- | ----------- | ----------- | ----------- | ----------- | ------ | ------ | ------ | ------ | ---------- | ---------------- |
| nov. 2011-2012       | Portsmouth           | FLC                  | 30         | 8          | 7          | 15         | FACup+CdL       | 1+0             | 0               | 0               | 1               | -                  | -                  | -                  | -                  | -                  | -           | -           | -           | -           | -           | 31     | 8      | 8      | 16     | 25,81      | Sub. 22º (retr.) |
| ago.-nov. 2012       | Portsmouth           | FL1                  | 16         | 5          | 3          | 8          | FACup+CdL       | 1+1             | 0+0             | 0+0             | 1+1             | -                  | -                  | -                  | -                  | -                  | FLT         | 2           | 0           | 1           | 1           | 20     | 5      | 4      | 11     | 25,00      | Eson.            |
| Totale Portsmouth    | Totale Portsmouth    | Totale Portsmouth    | 46         | 13         | 10         | 23         |                 | 3               | 0               | 0               | 3               |                    | -                  | -                  | -                  | -                  |             | 2           | 0           | 1           | 1           | 51     | 13     | 11     | 27     | 25,49      |                  |
| nov. 2012-gen. 2013  | Blackpool            | FLC                  | 11         | 2          | 7          | 2          | FACup+CdL       | 1+0             | 0               | 1               | 0               | -                  | -                  | -                  | -                  | -                  | -           | -           | -           | -           | -           | 12     | 2      | 8      | 2      | 16,67      | Sub., Eson.      |
| gen.-mar. 2013       | Blackburn            | FLC                  | 12         | 2          | 5          | 5          | FACup+CdL       | 4+0             | 2               | 1               | 1               | -                  | -                  | -                  | -                  | -                  | -           | -           | -           | -           | -           | 16     | 4      | 6      | 6      | 25,00      | Sub., Eson.      |
| 2014-2015            | Oxford Utd           | FL2                  | 46         | 15         | 16         | 15         | FACup+CdL       | 3+2             | 1+1             | 1+1             | 1+0             | -                  | -                  | -                  | -                  | -                  | FLT         | 1           | 0           | 0           | 1           | 52     | 17     | 18     | 17     | 32,69      | 13º              |
| 2015-2016            | Oxford Utd           | FL2                  | 46         | 24         | 14         | 8          | FACup+CdL       | 5+2             | 3+1             | 1+0             | 1+1             | -                  | -                  | -                  | -                  | -                  | FLT         | 6           | 4           | 0           | 2           | 59     | 32     | 15     | 12     | 54,24      | 2º (prom.)       |
| 2016-2017            | Oxford Utd           | FL1                  | 46         | 20         | 9          | 17         | FACup+CdL       | 6+2             | 4+0             | 1+1             | 1+1             | -                  | -                  | -                  | -                  | -                  | FLT         | 8           | 4           | 3           | 1           | 62     | 28     | 14     | 20     | 45,16      | 8º               |
| Totale Oxford United | Totale Oxford United | Totale Oxford United | 138        | 59         | 39         | 40         |                 | 20              | 10              | 5               | 5               |                    | -                  | -                  | -                  | -                  |             | 15          | 8           | 3           | 4           | 173    | 77     | 47     | 49     | 44,51      |                  |
| set. 2019-2020       | Lincoln City         | FL1                  | 25         | 8          | 5          | 12         | FACup+CdL       | 2+0             | 0               | 1               | 1               | -                  | -                  | -                  | -                  | -                  | FLT         | 2           | 1           | 0           | 1           | 29     | 9      | 6      | 14     | 31,03      | Sub. 16º         |
| 2020-2021            | Lincoln City         | FL1                  | 46+3       | 22+1       | 11+0       | 13+2       | FACup+CdL       | 2+3             | 1+2             | 0+0             | 1+1             | -                  | -                  | -                  | -                  | -                  | FLT         | 7           | 3           | 4           | 0           | 61     | 29     | 15     | 17     | 47,54      | 5º               |
| 2021-2022            | Lincoln City         | FL1                  | 46         | 14         | 10         | 22         | FACup+CdL       | 2+1             | 1+0             | 0+1             | 1+0             | -                  | -                  | -                  | -                  | -                  | FLT         | 4           | 2           | 1           | 1           | 53     | 17     | 12     | 24     | 32,08      | 17º              |
| Totale Lincoln City  | Totale Lincoln City  | Totale Lincoln City  | 117+3      | 44+1       | 26+0       | 47+2       |                 | 10              | 4               | 2               | 4               |                    | -                  | -                  | -                  | -                  |             | 13          | 6           | 5           | 2           | 143    | 55     | 33     | 55     | 38,46      |                  |
| 2022-2023            | Blackpool            | FLC                  | 0          | 0          | 0          | 0          | FACup+CdL       | 0+0             | 0               | 0               | 0               | -                  | -                  | -                  | -                  | -                  | -           | -           | -           | -           | -           | 0      | 0      | 0      | 0      | —          | in corso         |
| Totale Blackpool     | Totale Blackpool     | Totale Blackpool     | 11         | 2          | 7          | 2          |                 | 1               | 0               | 1               | 0               |                    | -                  | -                  | -                  | -                  |             | -           | -           | -           | -           | 0      | 0      | 0      | 0      | —          |                  |
| Totale carriera      | Totale carriera      | Totale carriera      | 327        | 121        | 87         | 119        |                 | 35              | 16              | 9               | 13              |                    | -                  | -                  | -                  | -                  |             | 30          | 14          | 9           | 7           | 395    | 151    | 105    | 139    | 38,23      |                  |

## Palmarès

### Giocatore

#### Competizioni nazionali
- Campionato inglese: 1

Manchester United: 1995-1996
- Coppa d'Inghilterra: 1

Manchester United: 1995-1996
- Second Division: 1

Preston North End: 1999-2000